# Stockau (Neusorg)
Stockau ist ein Gemeindeteil der Gemeinde Neusorg im oberpfälzischen Landkreis Tirschenreuth.

## Geografie
Der aus drei alleinstehenden Bauernhöfen bestehende Weiler Stockau liegt im Südwesten des Fichtelgebirges, knapp zwei Kilometer nordöstlich von Neusorg.

## Geschichte
Das bayerische Urkataster zeigte Stockau in den 1810er Jahren noch als eine aus zwei Herdstellen bestehende Einöde, deren beide Höfe 200 Meter voneinander getrennt lagen. Seit dem bayerischen Gemeindeedikt von 1818 hatte Stockau zur Gemeinde Schwarzenreuth gehört, deren Verwaltungssitz sich im Dorf Schwarzenreuth befand. Die Gemeinde Schwarzenreuth wurde 1949 in Gemeinde Neusorg umbenannt, weil der Ort Neusorg gegenüber Schwarzenreuth einen wesentlich größeren Einwohnerzuwachs hatte.
| Jahr          | 001900 | 001925 | 001950 | 001961 | 001970 | 001987 |
| Einwohnerzahl | 7      | 13     | 12     | 13     | 19     | 11     |